# Orange (Virginia)
Orange  es la sede del condado de Orange, Virginia  (Estados Unidos). Según el censo de 2010 tenía una población de 4.721 habitantes.

## Demografía
Según el censo del 2000, Orange tenía 4.123 habitantes, 1.607 viviendas, y 1.010 familias. La densidad de población era de 491,3 habitantes por km².
De las 1.607 viviendas en un 30,6%  vivían niños de menos de 18 años, en un 40,1%  vivían parejas casadas, en un 18,7% mujeres solteras, y en un 37,1% no eran unidades familiares. En el 32,7% de las viviendas  vivían personas solas el 16,2% de las cuales correspondía a personas de 65 años o más que vivían solas. El número medianoo de personas viviendo en cada vivienda era de 2,28 y el número medio de personas que vivían en cada familia era de 2,87.
Por edades la población se repartía de la siguiente manera: un 22,5% tenía menos de 18 años, un 8,2% entre 18 y 24, un 29,6% entre 25 y 44, un 19,9% de 45 a 60 y un 19,7% 65 años o más.
La edad media era de 38 años.  Por cada 100 mujeres de 18 o más años  había 84,1 hombres.
La renta media por vivienda era de 28.576$ y la renta media por familia de 38.103$. Los hombres tenían una renta media de 30.439$ mientras que las mujeres 19.233$. La renta per cápita de la población era de 16.805$. En torno al 16,1% de las familias y el 21,2% de la población estaban por debajo del umbral de pobreza.

## Localidades adyacentes
El siguiente diagrama muestra a las localidades más próximas a Orange.